# Nymphalis marginimaculata-obscura
Nymphalis marginimaculata-obscura är en fjärilsart som beskrevs av Reuss 1911. Nymphalis marginimaculata-obscura ingår i släktet Nymphalis och familjen praktfjärilar. Inga underarter finns listade i Catalogue of Life.